# Dziewięcierz (Ukraina)
Dziewięcierz (ukr. Дев'ятир, pierwotnie Dziewięciory) – wieś na Ukrainie, w rejonie lwowskim obwodu lwowskiego przy polskiej granicy. Przed II wojną światową jako Einsingen. Wieś liczy około 200 mieszkańców.
Wieś starostwa niegrodowego lubaczowskiego na początku XVIII wieku. W II Rzeczypospolitej do 1934 samodzielna gmina jednostkowa. Następnie należała do zbiorowej wiejskiej gminy Potylicz w powiecie rawskim w woj. lwowskim. 
W kwietniu 1944 nacjonaliści ukraińscy z OUN-UPA zamordowali tutaj 5 Polaków.
Po wojnie część wsi wraz z kolonia Einsingen weszła w struktury administracyjne Związku Radzieckiego, a część pozostała w Polsce – Dziewięcierz, wraz z ruinami cerkwi.
Przed 2020 rokiem w rejonie żółkiewskim.